# Théodore-Henri Fresson
Théodore-Henri Fresson est un agronome et photographe français né à Enghien-les-Bains le 18 juin 1865 et mort à Neuilly-sur-Seine le 15 juillet 1951.
Il est l’inventeur, en 1899, du papier « Charbon-Satin », permettant la réalisation de tirages photographiques monochromes au charbon. 

## Biographie

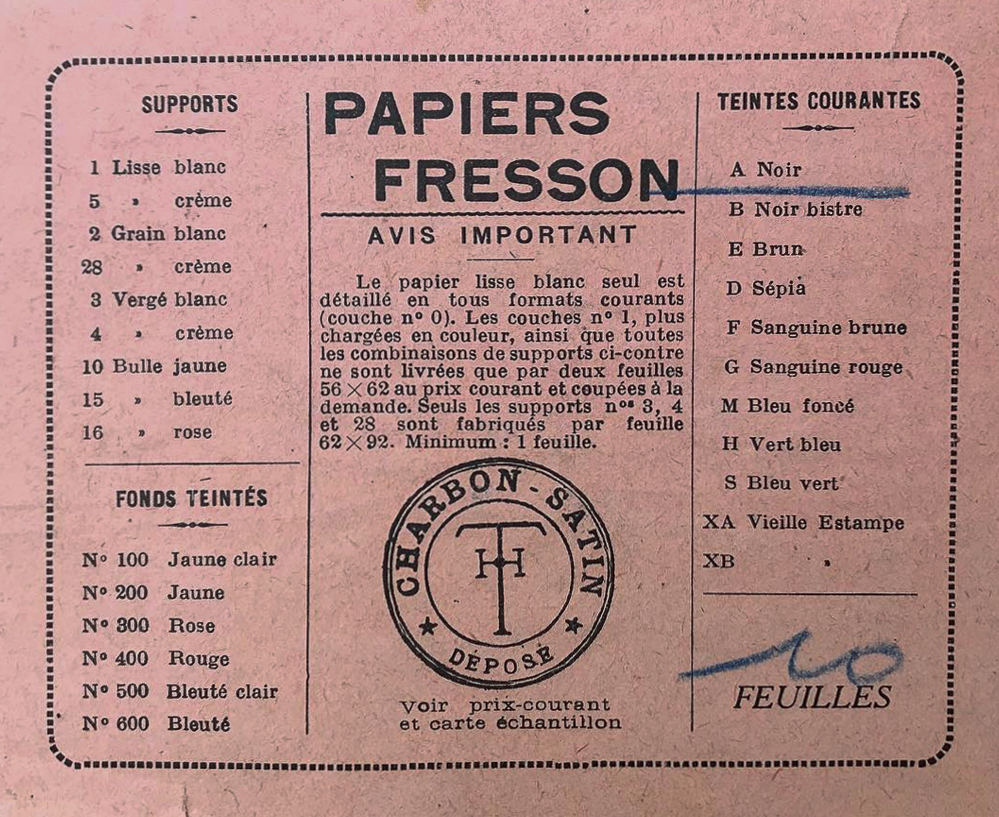
Étiquette « Charbon-Satin » Papier Fresson.

Agronome de formation, mais passionné par la photographie, c'est en 1899 que Théodore-Henri Fresson présente devant le bureau de la Société française de photographie « des épreuves photographiques tirées sur un papier au charbon qui peut se développer sans transfert ». Il obtient ce résultat en « préparant son papier au moyen de plusieurs couches de sensibilité différente et de telle façon que l’insolubilisation se fasse plus rapidement dans les portions qui avoisinent le papier. ». Il produit alors un papier monochrome appelé « charbon-satin » en feuilles prêtes à l’emploi qu’il fabrique et commercialise dans son atelier de Dreux avec l’aide de sa femme Maria et ses fils Pierre (1904-1983) et Edmond (1898-1964).

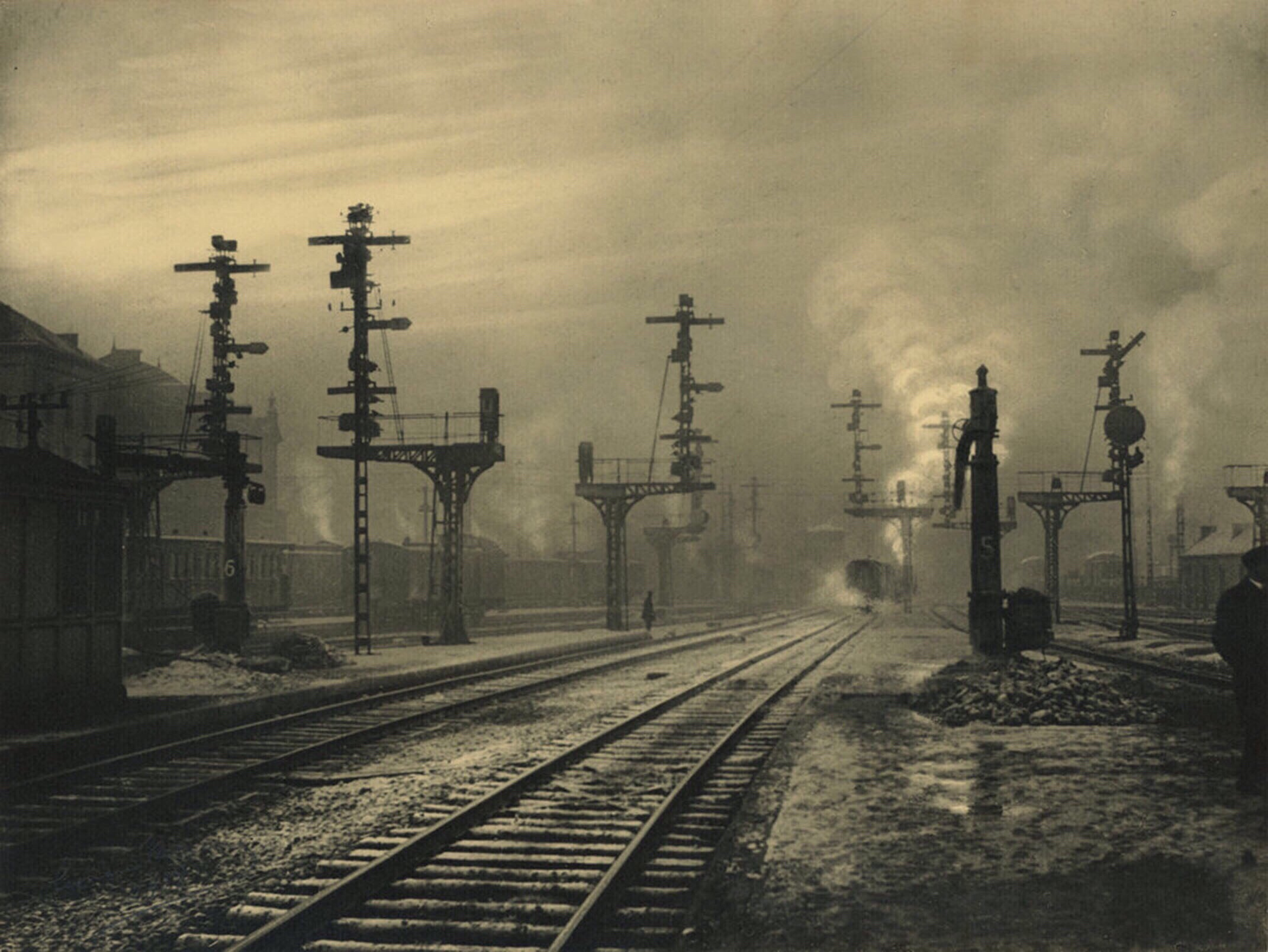
Léonard Misonne, Station Namen, vers 1910. Tirage au charbon Fresson.

Parmi les photographes pictorialistes qui utilisent cette invention figurent José Ortiz Echagüe, Léonard Misonne, Robert Demachy, Constant Puyo, Laure Albin-Guillot, Lucien Lorelle et Pierre Jahan.
En 1950, son fils Pierre Fresson cherche à adapter le procédé à la couleur, et s’installe dans un atelier à Savigny-sur-Orge, plus petit mais plus proche de la clientèle parisienne et étrangère.
Théodore-Henri Fresson meurt à l'âge de 86 ans le 15 juillet 1951.
Son petit-fils Michel Fresson commence à travailler avec son père, Pierre, et ensemble ils mettent au point, après deux années de recherches et d'essais les premiers tirages au charbon en couleur connu sous le nom de « Procédé Fresson ».